# Codex Sangallensis 56
De codex Sangallensis 56 is een codex die in de eerste helft van de negende eeuw geschreven is. Dat is vrijwel zeker gebeurd in de abdij van Fulda. Vanaf medio tiende eeuw is de codex in het bezit van de abdij van Sankt Gallen in het  kanton Sankt Gallen in Zwitserland. Het bevat een evangeliën-harmonie in de vorm van een diatessaron. Een diatessaron ("een uit vier") is een doorlopend verhaal in chronologische volgorde over het leven van Jezus waarbij de vier evangelisten elkaar als zegsman afwisselen. Daarnaast bevat het een deel van de proloog van Victor, de bisschop van Capua, dat deel uitmaakt van de in het midden van de zesde eeuw geschreven codex Fuldensis. Deze proloog moet  ongetwijfeld in de originele tekst geheel aanwezig zijn geweest. Een aantal pagina’s met de tekst van de proloog moet echter verloren zijn gegaan. 
Daarnaast bevat de codex de Canons van Eusebius en een lijst van secties van parallelle passages in de vier afzonderlijke  evangeliën met bijbehorende nummering. Met hulp  hiervan kon een lezer van de codex gemakkelijk de parallellen in de vier evangeliën vinden en ervan verzekerd zijn dat in het diatessaron de correcte tekst op een betrouwbare wijze was weergegeven. De codex is tot in deze eeuw uitzonderlijk goed bewaard gebleven. 
De tekst van het diatessaron in de codex is tweetalig. Op ieder van de 342 pagina’s zijn twee kolommen. In de linkerkolom is de tekst in het Latijn. In de rechterkolom is de tekst in het Oudhoogduits. Er is op het vakgebied overeenstemming dat de Latijnse tekst van het diatessaron in de codex Sangallensis 56 in hoge mate afhankelijk van de tekst in codex Fuldensis tot stand is gekomen. Een groot deel is regelrecht gekopieerd uit de Fuldensis. De tekst in het Oudhoogduits is duidelijk een vertaling van de Latijnse tekst.   